# Паркпум Джангфонак
Паркпум Джангфонак (тай. ภาคภูมิ แจ้งโพธิ์นาค, 7 жовтня 1975, Удонтхані) — таїландський боксер, кікбоксер, боєць муай-тай, чемпіон Азійських ігор та Азії з боксу.

## Аматорська кар'єра
На Олімпійських іграх 1996 програв у першому бою Сергію Дзиндзируку (Україна) — 10-20.
На Азійських іграх 1998, здобувши три перемоги, у тому числі у півфіналі над Наріманом Атаєвим (Узбекистан) і у фіналі над Нуржаном Смановим (Казахстан), став чемпіоном.
На чемпіонаті світу 1999 року програв у другому бою Леонарду Бунду (Італія).
На чемпіонаті Азії 1999 року, здобувши чотири перемоги, у тому числі у фіналі над Даніяром Мунайтпасовим (Казахстан), завоював золоту медаль.
На Олімпійських іграх 2000 переміг у першому бою Геарда Аєтовича (Югославія) — 9(+)-9, а в другому програв Сергію Доценко (Україна) — 5-13. На цій Олімпіаді він сподівався виграти олімпійську медаль, а після поразки розчарувався в боксі і зосередився на тхеквондо.

## Професіональна кар'єра
Впродовж 2003——2007 років провів 12 боїв на професійному рингу.